# Łazurne (obwód chersoński)
Łazurne (ukr. Лазурне) – osiedle na Ukrainie, w obwodzie chersońskim, w rejonie skadowskim, siedziba hromady. W 2001 liczyło 3277 mieszkańców.